# جابه‌جایی مکان‌های مقدس اوستا
جابجایی مکان‌های مقدس اوستا نظریه‌ای است که به تغییر جهت‌های جغرافیایی واقعی از شمال ایران به شمال‌غربی ایران اشاره دارد. می‌توان گفت که این مبحث را یوزف مارکوارت با مکان‌یابی ایران ویج در خوارزم مطرح کرد. با گسترش دین زرتشت به طرف غرب ایران، دین زرتشتی به ری کشیده شد و در آنجا ریشه‌های استوار دواند، پس از آن استقرار هخامنشیان استقرار نیروی سیاسی ایران را از شرق به غرب ایران تغییر داد. وضع مرکزی مغان در غرب و خواست‌های سیاسی آنان، به کشیده شدن تاریخ کهن زرتشتی به ماد و شمال غربی ایران یعنی آذربایجان یا آتورپاتکان باستان یعنی جایی که سرزمین اصلی مغان در پیرامون دریاچه ارومیه بود، انجامید. از این راه گمراهی‌های بسیاری در تاریخ ایران به وجود آمد. مغان جاهای مقدس تاریخی زرتشتی را از مرو و جیحون به سوی ماد انتقال دادند. طبق این جابجایی مکان‌ها زرتشت در شیز در کنار دریاچه ارومیه به دنیا آمد و پدر او هم اهل آنجا بود و ری نیز که باید سهمی می‌داشت، زادگاه مادر زرتشت شد.
جابجایی در جهت‌های جغرافیایی:
- محل زادگاه زرتشت از ایرانویج در خوارزم به ایرانویج بعدی آتروپاتکان.
- رود دایتی در خوارزم رودخانه‌ای شد در شرق آسیای کهن که به دریای مازندران می‌رفت یعنی ارس یا ارکسس Araxes در نوشته‌های باستان.
- چیچست دریاچهٔ اسطوره‌ای به دریاچه ارومیه یعنی جایی که سرزمین اصلی مغان بود.
- وُئوروکَشَه به دریای مازندران
- هرابِرزَیتی کوهی که خورشید از آن سر می‌زد، تبدیل به رشته کوه‌هایی شد در جنوب دریای مازندران، چنان‌که تا امروز هم البرز نامیده می‌شود.

از اینها این نتیجه بر می‌آید که بسیاری از روایت‌های غربی برای تعیین نقاط دین زرتشتی از نظر تاریخی بی‌ارزش است و کسانی که امروز تاریخ بنیادین زرتشتی را در غرب ایران می‌دانند، در واقع از اندیشهٔ مغان پیروی کرده‌اند.